# Sonexay Siphandone
Sonexay Siphandone (in lao ສອນໄຊ ສີພັນດອນ; 26 gennaio 1966) è un politico laotiano, attuale primo ministro del Laos dal 30 dicembre 2022.

## Biografia
Figlio dell'ex primo ministro e presidente del Laos Khamtai Siphandon, Sonexay è membro del politburo del Partito Rivoluzionario del Popolo Lao. Precedentemente è stato anche vice primo ministro dal 2016 al 2022.